# Addio giovinezza! (film 1913)
Addio giovinezza! è un film del 1913, diretto da Sandro Camasio, dall'omonima commedia del 1911 di Nino Oxilia e di Camasio stesso.

## Trama
Mario e Leone, due ventenni, arrivano a Torino per frequentare l'Università e diventano amici. Mentre Leone, goffo e impacciato, ha molte difficoltà con le donne, l'intraprendente Mario si innamora, ricambiato, di Dorina, una modista figlia della sua padrona di casa. Poi però perde la testa per una signora dell'alta società, Elena, e lascia Dorina. I due si rivedranno alla fine degli anni di studio, ma solo per dirsi addio..